# Bo Burnham
Robert Pickering Burnham, conegut com Bo Burnham (21 d'agost de 1990, Hamilton, Massachusetts) és un còmic, músic, escriptor, actor i director estatunidenc. Les seves obres sovint combinen elements de musical, sketch i stand-up amb cinema d'autor, donant lloc a treballs aclamats per la crítica com l'especial de comèdia Inside (2021) i la pel·lícula Eighth Grade (2018).
Burnham va guanyar notorietat a principis de la dècada del 2010 pel seu stand up i comèdia musical satírica i subversiva, després d'alguns primers èxits a YouTube. Va llançar quatre àlbums de comèdia entre el 2008 i el 2013 a Comedy Central Records, va produir tres especials de comèdia: Words, Words, Words (2010), what. (2013) i Make Happy (2016) i va crear la sèrie de documentals de MTV Zach Stone Is Gonna Be Famous (2013). Posteriorment, va escriure i dirigir la pel·lícula aclamada per la crítica Eighth Grade, estrenada el 2018. El 2020, va protagonitzar la pel·lícula de thriller de comèdia guanyadora dels premis de l'Acadèmia Promising Young Woman.
El seu quart especial, Inside, es va gravar durant la pandèmia de COVID-19 i es va estrenar a Netflix l'any 2021, sent aclamada per la crítica; va ser nominada en sis categories a la 73a edició dels premis Emmy, guanyant-ne tres, i a la millor pel·lícula musical i a la millor cançó escrita per a mitjans visuals a la 64a edició dels premis Grammy, guanyant aquesta última. Tres cançons de l'especial ("Bezos I", "All Eyes on Me" i "Welcome to the Internet") van aparèixer a les llistes de Billboard i van ser certificats d'or als Estats Units, igual que l'àlbum que l'acompanya, Inside (The Songs).